# Ernst I van Zwaben
Ernst I van Zwaben (ca. 980-31 mei 1015) was hertog van Zwaben.
Ernst was lid van de familie van de Babenbergers en had grote eigen bezittingen in de omgeving van Schweinfurt. In 1002 vocht hij voor Hendrik II onder Otto I van Karinthië tegen Arduin van Ivrea, zonder succes want het Duitse leger werd in het Brantadal verslagen. In mei 1003 steunde Ernst de opstand van Hendrik van Schweinfurt. Hij werd ter dood veroordeeld maar op voorspraak van bisschop Willigis van Mainz werd dit omgezet in een gevangenisstraf en een geldboete. Ernst verzoende zich met de keizer en werd in 1004 paltsgraaf van Zwaben. Na het overlijden van de kinderloze Herman III van Zwaben in 1012, wees Hendrik II ook de hertogstitel van Zwaben toe aan Ernst. Hij overleed drie jaar later door een verdwaalde pijl tijdens de jacht. 
Ernst was de tweede zoon van Leopold I van Oostenrijk en Richardis van Sualafelgau. Hij was gehuwd met Gisela (vermoedelijk haar tweede huwelijk), de dochter van Herman II van Zwaben, en werd de vader van:
- Ernst II (1012/1015-1030)
- Herman IV (ca. 1015-1038).